# Reserveringssoftware
Met reserveringssoftware of boekingssoftware kunnen bedrijven, medewerkers en particulieren afspraken en boekingen beheren. Dit type software wordt ook wel online boekingssoftware genoemd.

## Geschiedenis
Reserveringssoftware is ontworpen is om het beheren en organiseren van afspraken en agenda's te vergemakkelijken. Het is een essentieel hulpmiddel geworden voor bedrijven en particulieren die hun reserveringsprocessen voor afspraken willen stroomlijnen. Dit gedeelte biedt een overzicht van de veranderingen van de software, van vroege handmatige methoden tot moderne cloudgebaseerde systemen.

### Het begin
Het ontstaan van reserveringssoftware kan worden herleid naar de begindagen van de computertechnologie. In de jaren zestig en zeventig, toen computersystemen toegankelijker en geavanceerder werden, begonnen organisaties manieren te onderzoeken om verschillende administratieve taken te automatiseren (zie ook: digitale revolutie). Aanvankelijk werd het plannen van afspraken afgehandeld via handmatige methoden, zoals afsprakenboeken of kalenders, die gevoelig waren voor fouten en tijdrovend om te beheren.

### De opkomst van elektronische planning
De opkomst van elektronische agendaplanning was een belangrijke mijlpaal in de ontwikkeling van afsprakenbeheer. In de jaren tachtig werden computergebaseerde systemen populair, waarmee bedrijven informatie over afspraken elektronisch konden bewaren. Deze eerste toepassingen waren meestal eenvoudige databases of spreadsheetprogramma's met basisfunctionaliteit voor het opslaan en ophalen van afspraakgegevens.

#### De ontwikkelingen van de jaren negentig
Met de komst van personal computers en de wijdverspreide integratie van het internet in de jaren negentig, heeft boekingssoftware opmerkelijke vooruitgang geboekt. Softwareontwikkelaars erkenden de vraag naar uitgebreidere functies en gebruiksvriendelijke interfaces, wat leidde tot de ontwikkeling van speciale agenda applicaties die verbeterde functionaliteit, zoals geautomatiseerde herinneringen, herkennen van dubbele afspraken en integratie met andere software systemen via iCalendar.

### Online planning en webgebaseerde toepassingen
In de jaren nul was er sprake van een aanzienlijke verschuiving naar online reserveringssystemen. De verspreiding van het internet en de vooruitgang in webtechnologieën maakten de ontwikkeling van webgebaseerde agendasoftware mogelijk. Deze toepassingen boden gebruikers de mogelijkheid om toegang te krijgen tot hun agenda's vanaf elk apparaat met internetverbinding, waardoor de noodzaak van lokale installaties en datasynchronisatie overbodig werden.

#### Integratie en automatisering
Naarmate reserveringssystemen geavanceerder werden, richtten ontwikkelaars zich op de integratie ervan met andere zakelijke hulpmiddelen en het automatiseren van verschillende processen. Integratie met CRM-systemen (Customer Relationship Management), e-mailmarketingplatforms en betalingsplatforms werd gemeengoed, waardoor bedrijven naadloos al hun afspraken konden beheren en gerelateerde activiteiten konden stroomlijnen. Mogelijkheden voor automatisering van bijvoorbeeld meldingen van nieuwe afspraken en herinneringen voor deze afspraken, hebben de efficiëntie en klantervaring verder verbeterd.

### Mobiele en cloud-gebaseerde toepassingen
De opkomst van smartphones en mobiele apps tussen 2000 en 2010 stimuleerde de ontwikkeling van mobiele afspraken apps. Met deze apps kregen gebruikers voor het eerst ook onderweg toegang tot hun agenda's en hadden ze zo de mogelijkheid om vanaf hun mobiele apparaten afspraken te boeken, opnieuw in te plannen of te annuleren. Bovendien ontstonden er cloudgebaseerde toepassingen, waardoor gebruikers hun afspraakgegevens veilig in de cloud konden opslaan om er vanaf meerdere apparaten toegang toe te hebben.

#### Moderne innovaties
De afgelopen jaren werd reserveringssoftware doorontwikkeld met de integratie van geavanceerde technologieën zoals kunstmatige intelligentie (AI) en machine learning-algoritmen om planningen te optimaliseren, dubbele afspraken te voorkomen en de algehele agendaplanning te verbeteren. Virtuele assistenten en chatbots zijn nu ook geïntegreerd in reserveringssoftware, waardoor geautomatiseerde klantinteracties en het zelf maken van een afspraak mogelijk zijn. Bovendien hebben de COVID-19-pandemie in 2020 en de daaropvolgende maatregelen op het gebied van sociale afstand geleid tot de ontwikkeling van nieuwe functies ter ondersteuning van afspraken op afstand en virtueel overleg.   Integratie van videoconferenties en telezorg zijn essentiële componenten geworden van veel moderne reserveringsprogramma's.

## Soorten software
Software voor het plannen van klantafspraken valt onder twee categorieën: desktopapplicaties en webgebaseerde systemen (ook wel software as a service of cloudgebaseerde systemen genoemd). Veel cloudgebaseerde softwareleveranciers bieden zowel desktop- als webgebaseerde reserveringssystemen.

### Desktop
Desktopapplicaties zijn programma's waarvoor doorgaans een licentie wordt verleend en die worden geïnstalleerd op door de eindgebruiker onderhouden computerhardware. Dergelijke programma's zijn over het algemeen zeer robuust wat betreft functies en rapportage. Ze kunnen vaak naar wens worden aangepast. Een nadeel is echter dat desktopapplicaties vaak geen online portaal hebben waarop personeel of klanten toegang kunnen verkrijgen. Bovendien kunnen geïnstalleerde applicaties doorlopend onderhoud, ondersteuning en upgrades door de eindgebruiker vereisen.
Reserveringssoftware voor desktop computers wordt vaak gebruikt in omgevingen waar privacy en data bescherming van cruciaal belang zijn. Ze worden vaak aangetroffen in sectoren met gevoelige gegevens, zoals de gezondheidszorg of de financiële sector. Bedrijven die niet afhankelijk zijn van externe toegang of realtime updates kunnen ook kiezen voor toepassingen voor de desktop.

### Webgebaseerd
Webapplicaties worden meestal geleverd door een externe serviceprovider die functies voor het plannen van afspraken aanbiedt als een gehoste softwaretoepassing, meestal via een webbrowser. Dit vergemakkelijkt het online plannen van afspraken, omdat klanten op ieder moment toegang hebben tot de agenda's van hun dienstaanbieders en zo zelf via internet afspraken kunnen maken. Dit type software vereist verder geen handmatige updates, omdat deze rechtstreeks in de cloud worden geïmplementeerd.
Webgebaseerde reserveringssystemen zijn geschikt voor bedrijven en andere sectoren die externe toegang, samenwerking en flexibiliteit vereisen. Ze worden vaak gebruikt door bedrijven waarvan teams op verschillende plaatsen hun werk verrichten, of als klanten afspraken vanaf verschillende locaties moeten boeken.

### Mobiel
Er zijn mobiele apps voor het plannen van afspraken beschikbaar op smartphones. Gebruikers bladeren door de app om de meest geschikte dienstverlener te zoeken en hier een afspraak mee te maken (rekening houdende met kwaliteit en een passend budget). Sommige mobiele apps worden gebruikt door zowel klanten en medewerkers, terwijl andere twee verschillende apps bieden. Verschillende industrieën gebruiken dergelijke apps met succes.
Reserveringsapps voor de smartphone zijn geschikt voor bedrijven en medewerkers die vaak afspraken en planningen moeten beheren terwijl ze onderweg zijn. Sectoren als de gezondheidszorg en bezorgdiensten maken vaak gebruik van deze mobiele apps.

## Functies
Ongeacht of de applicatie desktop- of webgebaseerd is, de meeste reserveringssoftware hebben deze primaire functies:   
1. Online beschikbaarheid 24/7
2. Geïntegreerd klantrelatiebeheersysteem
3. Mogelijkheid om de boekingsstatistieken bij te houden
4. Toegangsbeheer plannen
5. Mogelijkheid om online betalingen te accepteren
6. Geautomatiseerde herinneringen en meldingen via e-mail/SMS
7. Mogelijkheid om vergaderruimte of apparatuur te boeken

Er zijn verschillende apps met verschillende prijsmodellen beschikbaar. Terwijl het traditionele softwarelicentiemodel met eenmalige licentiekosten nog de boventoon voert bij desktopapplicaties zijn er ook webgebaseerde systemen beschikbaar die gratis zijn, of met advertenties, met kosten per gebruik of per boeking, of waarvoor een abonnement kan worden afgesloten.

## Software voor het beheren van klantafspraken
Klantafsprakenbeheer (CAM) is een soort reserveringssoftware gericht op bedrijven een groot mobiel personeelsbestand die automatisch afspraken maken met diensten aan huis. De software wordt via internet aan bedrijven geleverd met behulp van het software-as-a-service-model.
CAM-software wordt mogelijk gemaakt door bedrijfseigen algoritmen die de werkpatronen van mobiele werknemers leren kennen om de aankomsttijd van een servicemonteur zo nauwkeurig mogelijk te voorspellen en de wachttijd van een klant te beperken tot maximaal 60 minuten.
CAM-softwareapplicaties zijn browsergebaseerde systemen die schaalbaarheid en flexibiliteit bieden, hoge kosten vooraf besparen en geen speciale IT-ondersteuning of doorlopend onderhoud vereisen. De open SaaS-architectuur maakt flexibele prijsmodellen, implementatiesnelheid en gebruiksgemak mogelijk.

## Dock planning software
In de logistieke en supply chain-sector wordt software voor afsprakenplanning ook wel dock planning software genoemd. Met dock planning software kunnen organisaties de stroom zendingen van en naar dockdeuren in een fabriek, productiefaciliteit, magazijn, distributiecentrum of verzendfaciliteit beheren en controleren. Dock planning biedt een manier om inkomende en uitgaande ladingen effectief te beheren. Aangewezen afspraken zijn een integraal onderdeel van de dock planning, waardoor logistieke vervoerders, leveranciers en verkopers tijdsloten krijgen met instructies over waar en wanneer zendingen naar de dock deuren moeten worden gebracht.